# Marin Franičević
Marin Franičević (18. ledna 1911, Vrisnik, Rakousko-Uhersko – 17. července 1990, Záhřeb) byl chorvatský básník a partyzán.
Franičević byl nejvíce prokomunisticky orientovaným básníkům a literárním kritikům, kteří byli v Chorvatsku poloviny 20. století tvůrčí. Byl autorsky velmi činný již v období druhé světové války a krátce po ní – je autorem prvních poválečných děl, které vyšly nedlouho po osvobození. Jeho básně měly výhradně tematiku válečnou (Zvijezda nad planinom (1945), Povratak borca (1947), Dani (1950), Graditelji života (1950). Svůj ostře dogmatický pohled na chorvatskou literaturu shrnul v knihe Pisci i problemi (1948), značně poplatnou tehdejšímu ideologickému vidění světa. V ní tvrdě odsoudil tehdejší básnířku Vesnu Parun a také nemalou část předválečné chorvatské literární tvorby.
Od poloviny 50. let však svůj pohled přehodnotil a opustil dogmatické a komunistické vnímání chorvatské literární tvorby. Své mnohaleté znalosti dějin chorvatské literatury shrnul v díle Povijest hrvatske renesansne književnosti (Dějiny chorvatské literatury renesanse, 1983), či Književnost jučer i danas (Literatura včera a dnes, 1959).
Své básně psal kromě dominantního štokavského nářečí i rovněž v okrajové čakavštině.
V roce 1979 byl za celoživotní dílo vyznamenán chorvatskou Cenou Vladimira Nazora.